# ثلم (عروض)
الثلم عند العروضيين حذف الفاء من فعولُن السالم فيصير عُولُن، وهو من نوع الزحاف المفرد وضرب من الخرم.